# Коссаковский, Юзеф Казимир
Юзеф Казимир Коссаковский (пол. Józef Kazimierz Kossakowski, 16 марта 1738 года, Ковно — 9 мая 1794 года, Варшава) — римско-католический и государственный деятель Речи Посполитой, духовный писарь великий литовский (с 1775 года), титулярный епископ циннский и епископ-суффраган трокский (1775—1781), епископ инфлянтский (1781—1794), советник от Сената в Тарговицкой конфедерации.

## Биография
Происходил из знатного литовского шляхетского рода Коссаковских герба Слеповрон. Третий сын стольника жмудского и стражника ковенского Доминика Коссаковского (1711—1743) и Марианны Забелло. Братья — воевода витебский Михаил, каштелян инфлянтский Антоний и последний гетман великий литовский Шимон Мартин Коссаковский.
Учился в ковенском иезуитском коллегиуме. В 1758 году получил должность подчашего ковенского, затем стал судьёй земским ковенским, избирался послом на сейм.
17 апреля 1763 года Юзеф Казимир Коссаковский принял духовный сан, обучался в Вильне, где получил степень доктора философии, и Варшаве. Исполнял церковные функции приходского ксендза в Вольпе и каноника в Вильно, был заметен и в политике. С 1764 года — кусташ виленского капитула. Сочувствовал Барской конфедерации, вместе со своим младшим братом Шимоном Коссаковским пытался создать генеральную конфедерацию в Великом княжестве Литовском, за что был арестован русскими властями.
В марте 1775 года Юзеф Казимир Коссаковский стал титулярным епископом Цинны с обязанностями епископа-суффрагана трокского Виленского диоцеза. В том же году получил должность духовного писаря великого литовского. Находился во враждебных отношениях с подскарбием надворным литовским Антонием Тизенгаузом, после отставки которого переманил многих ремесленников из Гродно в свои имения.
В сентябре 1781 года Юзеф Казимир Коссаковский был назначен епископом инфлянтским, также стал администратором Курляндского диоцеза.
В 1781 году был награждён орденом Белого Орла, в 1778 году стал кавалером ордена Святого Станислава.
Для собственного обогащения занимался финансовыми махинациями и обманом. Был сторонником пророссийской партии, в 1787 году стал получать постоянную пенсию от российского правительства. При содействии российского посла Магнуса фон Штакельберга в 1782—1786 годах заседал в Постоянном Совете (в 1784—1786 годах — глава департамента справедливости). Участвовал в Четырёхлетнем сейме (1788—1792). В декабре 1791 года Юзеф Казимир Коссаковский был назначен епископом-коадъютером виленским.
Выступил против новой польской конституции, принятой 3 мая 1791 года. Вместе со своим братом Шимоном Коссаковским возглавил Тарговицкую конфедерацию в Литве. При помощи русской армии получил фактическую власть в Великом княжестве Литовском, которое пытался присоединить к Российской империи.
После Варшавского восстания был обвинён восставшими в измене в пользу России, быстро осуждён и публично повешен 9 мая 1794 года. Его имения были конфискованы повстанческим правительством.